# Rjavina
Le Rjavina est une montagne culminant à 2 532 mètres d'altitude dans les Alpes juliennes, dans le Nord-Ouest de la Slovénie.